# Jean-Baptiste Leschenault de La Tour

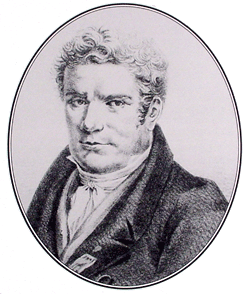
Jean Baptiste Leschenault de la Tour.

Jean-Baptiste Louis Claude Théodore Leschenault de La Tour oder de la Tour (* 13. November 1773 in Chalon-sur-Saône; † 14. März 1826 in Paris) war ein französischer Botaniker und Ornithologe. Er führte Entdeckungsreisen in Australien, Indien und Südamerika durch. Sein botanisches Autorenkürzel lautet „Lesch.“

## Australien und Java
Jean-Baptiste Leschenault de La Tour war der leitende Botaniker auf der Baudin-Expedition von Nicolas Baudin in Australien von 1800 bis 1803. In den Jahren 1801 und 1802 sammelte er eine große Anzahl von Spezies, im April 1803 wurde er allerdings derart krank, dass er auf Timor zurückgelassen werden musste. Dadurch war er gezwungen, die nächsten drei Jahre auf Java zu verbringen und unternahm die erste botanische Untersuchung auf dieser Insel, noch vor derjenigen des Naturwissenschaftlers Carl Peter Thunberg. Er erreichte Frankreich mit einer großen Sammlung von Pflanzen und Vögeln erst wieder im Juli 1807.
Die Vögel, die Leschenault auf Java fand, wurden von Georges Cuvier und Louis Pierre Vieillot beschrieben, ihr Aussehen von Coenraad Jacob Temminck skizziert. Seine Pflanzensammlung, die er nach Frankreich brachte, garantierte ihm eine Rente durch die französische Regierung.

## Indien
Im Mai 1816 reiste Leschenault nach Indien, um Pflanzen zu sammeln und einen botanischen Garten bei Pondicherry zu gründen. Er erhielt von den Briten auch die Erlaubnis, durch Madras, Bengalen und Ceylon zu reisen. Leschenault schickte zahlreiche Pflanzen und Samen nach Frankreich, die er auf der französischen Insel Réunion sammelte und rekultivierte. Diese Sammlung beinhaltete zwei verschiedene Arten von Zuckerrohr und sechs Baumwollarten. Als er im Jahr 1822 nach Frankreich zurückkehrte, wurde er mit dem Orden der Ehrenlegion ausgezeichnet, der höchsten Auszeichnung des Landes.

## Südamerika
Weniger als ein Jahr nach seiner Ankunft in Frankreich schiffte er sich nach Südamerika ein, wo er Brasilien, Niederländisch-Guayana und Französisch-Guayana bereiste, und Teepflanzen nach Cayenne brachte, der Hauptstadt der französischen Kolonie. Nach nur 18 Monaten war er aufgrund seiner Gesundheit gezwungen nach Hause zurückzukehren.

## Namensgebung
Zahlreiche Vögel wurden nach Leschenault benannt, unter anderem der Wüstenregenpfeifer (Charadrius leschenaultii), der Weißscheitel-Scherenschwanz (Enicurus leschenaulti) und der Sirkarkuckuck (Phaenicophaeus leschenaultii).
Außerdem ist die Pflanzengattung Lechenaultia R.Br. aus der Familie der Goodeniaceae nach ihm benannt.